# HMS Searcher (D40)
HMS Searcher (D40) là một tàu sân bay hộ tống thuộc lớp Bogue của Hải quân Hoa Kỳ, được chuyển cho Hải quân Hoàng gia Anh Quốc, và đã phục vụ trong Chiến tranh Thế giới thứ hai như một chiếc thuộc lớp Ruler. Sau chiến tranh nó được hoàn trả cho Mỹ, và được bán để hoạt động hàng hải thương mại tư nhân dưới tên gọi Captain Theo và sau đó là Oriental Banker. Nó bị tháo dỡ tại Đài Loan vào năm 1976.

## Thiết kế – Chế tạo – Chuyển giao
Searcher được đặt lườn vào ngày 20 tháng 2 năm 1942, theo hợp đồng của Ủy ban Hàng hải Hoa Kỳ, tại xưởng đóng tàu của hãng Seattle-Tacoma Shipbuilding Corporation tại Seattle, như là tàu sân bay hộ tống ký hiệu USS AVG-22; nó được hoàn tất tại hãng Commercial Iron Works ở Portland, Oregon. Nó được chuyển cho Anh Quốc theo chương trình Cho thuê-cho mượn khi hoàn tất vào ngày 20 tháng 6 năm 1942, và được đưa vào hoạt động cùng Hải quân Hoàng gia Anh dưới tên gọi HMS Searcher vào ngày 7 tháng 4 năm 1943.

## Lịch sử hoạt động

### Chiến tranh Thế giới thứ hai
Từ năm 1943 Searcher hoạt động chủ yếu tại vùng biển nhà như một tàu sân bay tiêm kích. Vào cuối tháng 12 năm 1943, nó hoạt động hộ tống cho các đoàn tàu vận tải vượt Đại Tây Dương đến Hoa Kỳ, và đi đến Norfolk vào ngày 2 tháng 1 năm 1944. Searcher từng tham gia cuộc tấn công thiết giáp hạm Đức Tirpitz trong thành phần của Hạm đội Nhà tiến hành Chiến dịch Tungsten, trong đó vai trò của nó là hỗ trợ tiêm kích tuần tra chiến đấu. Đến tháng 8 năm 1944, nó tham gia Chiến dịch Dragoon, cuộc đổ bộ của lực lượng Đồng Minh lên miền Nam nước Pháp.
Vào ngày 4 tháng 5 năm 1945, máy bay từ các tàu sân bay hộ tống Searcher, Queen và Trumpeter đã đánh chìm tàu ngầm Đức U-711 trong cảng Kilbotn tại vùng Bắc Cực gần Harstad thuộc Na Uy. Máy bay ném bom-ngư lôi Avenger được hộ tống bởi máy bay tiêm kích Wildcat đã tấn công chiếc tàu tiếp liệu tàu ngầm Black Watch, tàu tiếp tế Senja và tàu phòng thủ duyên hải HNoMS Harald Haarfagre của Na Uy trước đây, được Đức cải tạo thành tàu phòng không Thetis. U-711 đang cặp bên mạn chiếc Black Watch khi nó bị đánh chìm ở tọa độ 68°43.717′B 16°34.600′Đ / 68,728617°B 16,576667°Đ bởi bom nhắm vào Black Watch. Black Watch và Senja cũng bị đánh chìm trong trận này. Đây là chiếc U-Boat cuối cùng bị đánh chìm bởi Không lực Hải quân Hoàng gia, và cũng là cuộc không kích cuối cùng trong chiến tranh tại châu Âu.
Sau đó Searcher được gửi sang Viễn Đông để tham gia Hạm đội Thái Bình Dương Anh Quốc, nhưng nó chỉ đến nơi vào giữa tháng 8 khi chiến tranh đã kết thúc.

### Sau chiến tranh
Searcher được hoàn trả cho Hoa Kỳ vào ngày 29 tháng 11 năm 1945. Nó được rút khỏi danh sách Đăng bạ Hải quân vào ngày 28 tháng 3 năm 1946, và được bán vào ngày 7 tháng 2 năm 1946 để hoạt động hàng hải dân sự.
Nó được bán cho hãng tày Hy Lạp J & A T Vatis, và được đổi tên thành Captain Theo vào năm 1952. Nó được bán một lần nữa vào năm 1966 cho hãng tàu Trung Quốc Tung Chao Yung, được đổi tên thành Oriental Banker.
Oriental Banker bị tháo dỡ tại Cao Hùng, Đài Loan, bắt đầu từ ngày 21 tháng 4 năm 1976.